# Erste Marcellusflut
Die erste Marcellusflut ereignete sich am 16. Januar 1219. Benannt ist die Sturmflut nach dem Heiligen Marcellus I., an dessen Gedenktag sie sich ereignete. Sie ist die erste große Sturmflut an der Nordsee, von der ein Augenzeugenbericht existiert.

## Berichte der Chroniken
Der Augenzeuge Emo von Wittewierum, der spätere Abt des Prämonstratenserklosters von Wittewierum bei Groningen, hielt im Chronicon abbatum in Werum fest, dass am 16. Januar 1219, „im 55. Jahr nach der Julianenflut“, der „blutdürstige Südwestwind“, der schon seit Tagen Hagel gebracht hatte, zum Sturm wurde, sich in der Nacht bei Vollmond auf Nordwest drehte und damit große Überschwemmungen hervorrief, die die Deiche überstiegen und die Häuser wegspülten. Abt Emo versuchte zwar eine naturphilosophische Erklärung, deutete die Marcellusflut und die darauf folgende Hungersnot aber letztlich als Sintflut „wegen unserer Verbrechen“. Die reichen Marschbauern hätten nicht an die Armen gedacht; deshalb hätten sie ihr Land verloren.
Nach einem unzuverlässigen Bericht in der Sächsischen Weltchronik fielen dieser schweren Sturmflut, die fehlerhaft auf den 17. November 1218 datiert wurde, an der Nordseeküste etwa 36.000 Menschen zum Opfer. Die Colmarer Annalen nennen sogar die Zahl von 50.000 Opfern. Besonders schwer war Westfriesland in den heutigen Niederlanden betroffen. Dort durchbrach die Nordsee einen natürlich entstandenen Sandwall, wodurch die Meeresbucht Zuiderzee (südliche See) entstand, das heute künstlich von der Nordsee getrennte IJsselmeer.
Einige Chroniken aus dem 16. Jahrhundert machten diese Sturmflut für die Entstehung des Jadebusens verantwortlich. Demzufolge soll das Wasser bei der ehemaligen Dorfwurt von Alt-Gödens eingebrochen sein, nachdem es den sagenhaften, mit kupfernen Türen versehenen Schlicker Siel zerstört habe. Die Kirchspiele, welche damals angeblich überflutet worden seien (Oldessen, Dauerns, Hummens, Jadele, Dangast, Arngast und Alt-Gödens oder Lee), existierten jedoch noch in den 1420er Jahren. Lediglich Hiddels war schon verschwunden. Demzufolge ist die Ausdehnung des Jadebusens erst im Laufe des 15. Jahrhunderts anzusetzen, also wesentlich später als die Sturmflutsage vermuten lässt.